# Gyaru
Gyaru (ギャル) er en japansk betegnelse for modebevidste unge kvinder hhv. repræsentanter for gyaru-specifikke moder. Der findes en række forskellige stilarter, men kendetegnene for gyaru-moden er iøjnefaldende makeup og frisure.
Ordet gyaru er den japanske translitteration af det engelske ord gal, der betyder "ung kvinde" og er i familie med girl (ガール gaaru). Ordet blev udbredt i 1970'erne, men i takt med at moden skiftede, ændredes også betydningen af ordet gyaru. 
I de senere år har den japanske regering fremmet gyaru-kulturen som et nyt eksportprodukt, og Udenrigsministeriet har støttet modeshows for at præsentere kawaii-kulturen.

## Stilarter
- Gyaru-kei (ギャル系) - Standard-gyaru-stilen hhv. et samleudtryk (-kei) for de forskellige gyaru-stilalter.

- Yamamba (ヤマンバ) - Stilart der var på mode i 1990'erne og frem til begyndelsen af 2001'erne. Navnet kommer af yamamba fra de japanske folkeeventyr, der nærmest er bjerghekse med langt hvidt hår. Som stilart benytter yamamba ligesom ganguro meget brun hud, makeuppen er meget tyk, og håret er bleget. Som en stærk kontrast til den brune hud benyttes hvid læbestift og eyeliner.

- Mamba (マンバ) - Stilart der var på mode i 2001'erne. Den minder om yamamba, men huden er mørkere, og makeuppen er mere påfaldende. Desuden er hele ansigtet malet til. Ved tøjet foretrækkes skingre farver hhv. påfaldende mønstre.

- Hime-gyaru (姫ギャル) - Også kendt som hime-kei (姫系, prinsessestil). Stilarten er inspireret af rokoko-moden med kjoler eller nederdele i lyserød eller andre pastelfarver og med mange blonder og tyl. Håret bleges eller krølles. Makeuppen er den samme som ved gyaru-kei.

- Shiro-gyaru (白ギャル) - Stilart der blev populariseret af Ayumi Hamasaki i 2001'erne, og som præges af lys (shiro) hud og bleget hår.

- Onee-gyaru (お姉ギャル) / One-gyaru (オネギャル) - Stilart der var på mode i 2001'erne. Onee betyder storesøster, og stilarten er tilsvarende mere kvindeagtig og mindre skinger eller excentrisk.

- Age-jou (嬢) - Stilart der var på mode fra 2006. Stilarten er forbundet med de i modemagasinet Koakuma Ageha (小悪魔 ageha) afbillede modeller og deres stilart ageha-kei (ageha系), der kombinerer gyaru-udseende med det fra natklubværtinder. Den grundlæggende frisure er opsat eller med lokker.

- Neo-gyaru (ネオギャル) - Siden 2010 tabte gyaru-moden i popularitet, og trenden gik mod efterligning af europæisk-amerikansk udseende. Neo-gyaru kendetegnes ved sin blanding af vestlig og gyaru-mode. Makeuppen er med mørk læbestift og tykke europæisk-amerikanske øjenbryn.